# ①さなぎのバスローブ
『①さなぎのバスローブ』は、日本の女性歌手、時東ぁみの1枚目のミニアルバムである。2005年12月7日にGOOD FACTORY RECORDSから発売された。

## 概要
- 本作は時東ぁみのデビュー作で、つんく♂のインディーズレーベル・GOOD FACTORY RECORDSから発売された。
- オリジナル曲2曲と昭和J-POPカヴァー曲4曲が収録されている。「メロンのためいき」は山瀬まみの楽曲のカヴァー。
- 当初通常盤、石丸電気限定盤の2形態で発売された。さらに、2006年1月6日に「ふしぎなメルモ」「黄昏女艶のブルース」のミュージックビデオを収録したDVDが付属する特別版がリリースされた。

## 収録曲
| #         | タイトル                       | 作詞                                                    | 作曲         | 編曲       | 時間  |
| --------- | ------------------------------ | ------------------------------------------------------- | ------------ | ---------- | ----- |
| 1.        | 「黄昏女艶のブルース」         | つんく                                                  | つんく       | 高橋諭一   | 4:52  |
| 2.        | 「メロンのためいき」           | 松本隆                                                  | 呉田軽穂     | 平田祥一郎 | 4:18  |
| 3.        | 「21世紀まで愛して」           | 松本隆                                                  | 筒美京平     | 平田祥一郎 | 3:40  |
| 4.        | 「ふしぎなメルモ」             | 岩谷時子                                                | 宇野誠一郎   | 高橋諭一   | 4:46  |
| 5.        | 「黒ネコのタンゴ」             | Franco MARESCA、Armando SORICILLO（訳詩：おおたみずほ） | Mario PAGANO | 高橋諭一   | 3:44  |
| 6.        | 「発明美人とパインナッポー!!」 | つんく                                                  | つんく       | 平田祥一郎 | 4:35  |
| 合計時間: | 合計時間:                      | 合計時間:                                               | 合計時間:    | 合計時間:  | 25:55 |